# ¡Muerte al fascismo, libertad al pueblo!

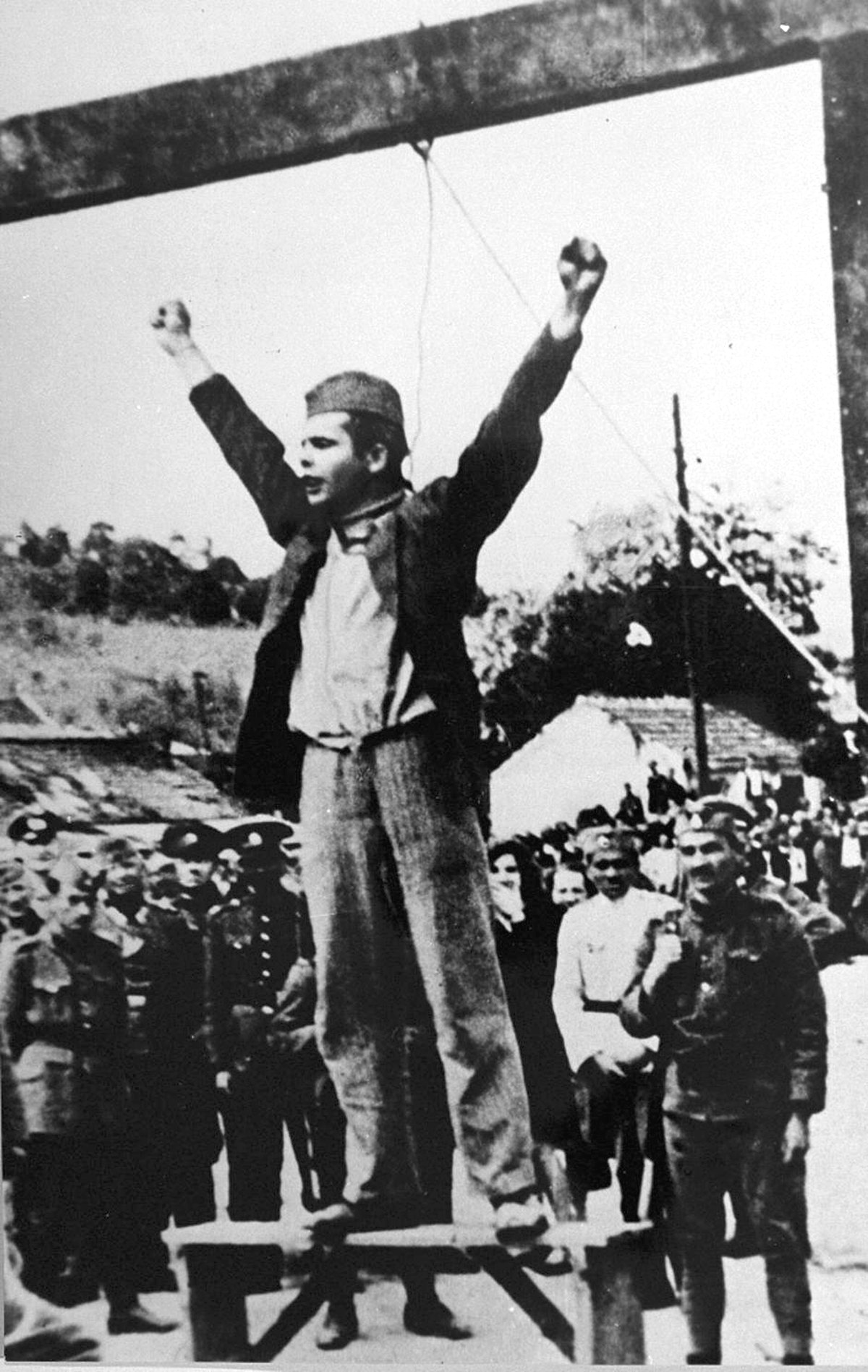
Partisano croata Stjepan Filipović gritando el eslogan "Muerte al Fascismo, Libertad para el Pueblo!" segundos antes de su ejecución por colaboracionistas en Valjevo.

El eslogan Muerte al fascismo, libertad para el pueblo (en serbocroata: Smrt fašizmu, sloboda narodu!, esloveno:  Smrt fašizmu, svoboda narodu!, macedonio: Смрт на фашизмот, слобода на народот!, albanés: Vdekje fashizmit, liri popullit!) fue un lema de los partisanos yugoslavos y de los partisanos albaneses, posteriormente aceptado como lema oficial de la resistencia, siendo ampliamente utilizado en la Yugoslavia de posguerra. Fue usado como un saludo por parte de los miembros de la resistencia, incluso en la correspondencia oficial y no oficial durante la guerra, y en los años posteriores, muchas veces abreviado por las siglas SFSN!, escrito o acompañado del puño en alto cuando era dicho (normalmente uno de los miembros decía «smrt fašizmu», a lo que era respondido con «sloboda narodu»).
El eslogan se hizo popular después de la muerte del partisano croata Stjepan Filipović, ejecutado en la horca por la colaboracionista Guardia Estatal Serbia. Cuando la cuerda rodeaba su cuello el 22 de mayo de 1942, Filipović alzó desafiantemente sus brazos, denunciando al nazismo y sus aliados del Eje como asesinos, gritando «¡muerte al fascismo, libertad para el pueblo». Una fotografía inmortalizó el momento, en la cual se basa la estatua en honor a Filipović.
La edición de agosto de 1941 del diario croata Vjesnik, entonces uno de los principales órganos de expresión de la resistencia, incluía el lema en su portada. 
El eslogan provenía de la llamada a las armas del Partido Comunista de Yugoslavia en 1941.